# صموئيل ك. راندال
صموئيل ك. راندال (بالإنجليزية: Samuel C. Randall)‏ هو سياسي أمريكي، ولد في 1 مايو 1837، وتوفي في 1909.